# مهدی هاشم‌نژاد
مهدی هاشم‌نژاد (زادهٔ ۵ آبان ۱۳۸۰) بازیکن فوتبال اهل ایران است که در پست وینگر برای باشگاه تراکتور در لیگ برتر خلیج فارس بازی می‌کند.

## عملکرد باشگاهی

### تراکتور
مهدی هاشم‌نژاد در ۲۰ تیر ۱۴۰۱ با عقد قراردادی به تیم تراکتور پیوست.

## عملکرد ملی

### تیم ملی ایران
در آبان ۱۴۰۱ مهدی هاشم‌نژاد توسط کارلوس کی‌روش به تیم ملی فوتبال بزرگسالان ایران دعوت شد و و مقابل نیکاراگوئه دقایقی به میدان رفت. او در سال ۱۴٠۴ نیز با مهارت‌هایی نظیر ۷ گل و ۸ پاس‌گلی که به ثمر رساند، توسط امیر قلعه‌نویی به تیم ملی دعوت شد.

## افتخارات

### باشگاهی

#### تراکتور
- لیگ برتر خلیج فارس (۱): ۰۴–۱۴۰۳

### فردی
- بهترین وینگر راست سال ۱۴۰۳ با نظر مردمی نوروز فوتبالی
- بهترین وینگر راست سال ۱۴۰۳ نوروز فوتبالی
- تیم منتخب سال ۱۴۰۳ نوروز فوتبالی
- پدیده سال ۱۴۰۳ نوروز فوتبالی
- برترین بازیکن ماه‌های آبان و آذر ۱۴٠۳ طرفداری

## آمار

### باشگاهی
تا تاریخ ۲۵ اردیبهشت ۱۴۰۴
| باشگاه         | دسته                 | فصل                  | لیگ  | لیگ | جام حذفی | جام حذفی | آسیا | آسیا | سوپر جام | سوپر جام | مجموع | مجموع |
| باشگاه         | دسته                 | فصل                  | بازی | گل  | بازی     | گل       | بازی | گل   | بازی     | گل       | بازی  | گل    |
| -------------- | -------------------- | -------------------- | ---- | --- | -------- | -------- | ---- | ---- | -------- | -------- | ----- | ----- |
| ملوان          | لیگ آزادگان          | ۹۷–۱۳۹۶              | ۴    | ۰   | ۰        | ۰        | –    | –    | –        | –        | ۴     | ۰     |
| ملوان          | لیگ آزادگان          | ۹۸–۱۳۹۷              | ۱۲   | ۰   | ۰        | ۰        | –    | –    | –        | –        | ۱۲    | ۰     |
| ملوان          | لیگ آزادگان          | ۹۹–۱۳۹۸              | ۲۵   | ۲   | ۰        | ۰        | –    | –    | –        | –        | ۲۵    | ۲     |
| ملوان          | لیگ آزادگان          | ۰۰–۱۳۹۹              | ۱۷   | ۰   | ۵        | ۱        | –    | –    | –        | –        | ۲۲    | ۱     |
| ملوان          | مجموع ملوان          | مجموع ملوان          | ۵۸   | ۲   | ۵        | ۱        | –    | –    | –        | –        | ۶۳    | ۳     |
| نفت مسجدسلیمان | لیگ برتر             | ۰۱–۱۴۰۰              | ۱۱   | ۳   | ۰        | ۰        | –    | –    | –        | –        | ۱۱    | ۳     |
| نفت مسجدسلیمان | مجموع نفت مسجدسلیمان | مجموع نفت مسجدسلیمان | ۱۱   | ۳   | ۰        | ۰        | –    | –    | –        | –        | ۱۱    | ۳     |
| تراکتور        | لیگ برتر             | ۰۲–۱۴۰۱              | ۲۶   | ۱   | ۱        | ۰        | –    | –    | –        | –        | ۲۷    | ۱     |
| تراکتور        | لیگ برتر             | ۰۳–۱۴۰۲              | ۲۷   | ۲   | ۳        | ۱        | ۱    | ۱    | –        | –        | ۳۱    | ۴     |
| تراکتور        | لیگ برتر             | ۰۴–۱۴۰۳              | ۲۹   | ۸   | ۱        | ۰        | ۸    | ۲    | –        | –        | ۳۸    | ۱۰    |
| تراکتور        | مجموع تراکتور        | مجموع تراکتور        | ۸۲   | ۱۱  | ۵        | ۱        | ۹    | ۳    | –        | –        | ۹۶    | ۱۵    |
| مجموع آمار     | مجموع آمار           | مجموع آمار           | ۱۵۱  | ۱۶  | ۱۰       | ۲        | ۹    | ۳    | –        | –        | ۱۷۰   | ۲۱    |

### بازی‌های ملی
تا تاریخ ۱۰ ژوئن ۲۰۲۵
| ایران | ایران | ایران |
| سال   | بازی  | گل    |
| ----- | ----- | ----- |
| ۲۰۲۲  | ۱     | ۰     |
| ۲۰۲۵  | ۱     | ۰     |
| مجموع | ۲     | ۰     |